# ضريح كورش الكبير
ضريح كورش الكبير (بالفارسية: آرامگاه کوروش بزرگ) ضريح تاريخي يعود إلى أخمينيون، وتقع في مقاطعة باسارغاد. هذا هو قبر كورش الكبير. يتم سرد القبر تابعة لباسارغاد في اليونسكو.

## أعلام
- كورش الكبير